# Circuito Casalnoceto
Le Circuito Casalnoceto est une course cycliste italienne disputée au mois d'août à Casalnoceto, au Piémont. Créée en 2005, elle est organisée par le GS Bassa Valle Scrivia. 
Durant son existence, cette épreuve fait partie du calendrier régional de la Fédération cycliste italienne, en catégorie 1.19. Elle est par conséquent réservée aux coureurs espoirs (moins de 23 ans) ainsi qu'aux élites sans contrat,. 

## Palmarès
| Année | Vainqueur          | Deuxième             | Troisième          |
| ----- | ------------------ | -------------------- | ------------------ |
| 2005  | Enrico Rossi       |                      |                    |
| 2006  | Antonio Bucciero   | Enrico Rossi         | Giovanni Carini    |
| 2007  | Andrea Giacomin    | Gianluca Randazzo    | Marino Palandri    |
| 2008  | Luca Orlandi       | Marco Vivian         | Andriy Buchko      |
| 2009  | Edoardo Costanzi   | Filippo Baggio       | Adrián Richeze     |
| 2010  | Filippo Fortin     | Omar Bertazzo        | Federico Rocchetti |
| 2011  | Nicola Ruffoni     | Marco Zanotti        | Andrea Ziliani     |
| 2012  | Oleksandr Polivoda | Mauro Vicini         | Redi Halilaj       |
| 2013  | Nicolas Marini     | Niccolò Bonifazio    | Alessandro Forner  |
| 2014  | Stefano Perego     | Daniele Cavasin      | Francesco Rosa     |
| 2015  | Marco Gaggia       | Luca Pacioni         | Stefano Perego     |
| 2016  | Federico Sartor    | Jacopo Mosca         | Enea Cambianica    |
| 2017  | Leonardo Bonifazio | Uladzimir Harakhavik | Jalel Duranti      |
| 2018  | Giovanni Lonardi   | Cristian Rocchetta   | Mirco Sartori      |
| 2019  | annulé             | annulé               | annulé             |